# Donna Floyd
Pour les articles homonymes, voir Floyd.
Donna Floyd (née le 14 octobre 1940) est une joueuse de tennis américaine des années 1960. Elle est aussi connue sous son nom de femme mariée, Donna Floyd-Fales.
Elle a notamment atteint la finale en double dames aux Internationaux des États-Unis en 1967 (aux côtés de Mary-Ann Eisel).
Elle a été capitaine de l'équipe américaine en Coupe de la Fédération à la fin des années 1960

## Palmarès (partiel)

### Titres en simple dames
| No | Date       | Nom et lieu du tournoi                          | Catégorie | Surface      | Finaliste    | Score         |          |
| -- | ---------- | ----------------------------------------------- | --------- | ------------ | ------------ | ------------- | -------- |
| 1  | 1959       | Cincinnati tournament, Cincinnati               |           | Dur (ext.)   | Carol Hanks  | 5-7, 6-2, 6-4 |          |
| 2  | 1960       | Carling Canadian National Chmps, Toronto        |           | Terre (ext.) | Ann Barclay  | 7-5, 6-2      |          |
| 3  | 06-07-1964 | Swedish Championships, Båstad                   |           | Terre (ext.) | Ulla Sandulf | 6-3, 5-7, 6-3 |          |
| 4  | 25-07-1966 | Eastern Grass Court Championships, South Orange |           | Gazon (ext.) | Rosie Casals | 5-7, 6-3, 6-0 | Parcours |

### Titres en double dames
| No | Date       | Nom et lieu du tournoi                  | Catégorie | Surface      | Partenaire         | Finalistes                   | Score         |          |
| -- | ---------- | --------------------------------------- | --------- | ------------ | ------------------ | ---------------------------- | ------------- | -------- |
| 1  | 1960       | Carling Canadian National Chmps Toronto |           | Terre (ext.) | Belmar Gunderson   | NC                           | 7-5, ?        |          |
| 2  | 15-08-1961 | Essex County Club Invitation Manchester |           | Gazon (ext.) | Belmar Gunderson   | Jan Lehane Margaret Smith    | 6-4, 2-6, 6-4 | Parcours |
| 3  | 06-07-1964 | Swedish Championships Båstad            |           | Terre (ext.) | Christina Sandberg | Eva Lundquist Ingrid Löfdahl | NC            |          |
| 4  | 10-05-1965 | Atlanta Invitation Atlanta              |           | Terre (ext.) | Nancy Reed         | Margaret Smith Lesley Turner | Forfait       | Parcours |

### Finales en double dames
| No | Date       | Nom et lieu du tournoi                                 | Catégorie | Surface      | Vainqueures                      | Partenaire       | Score           |          |
| -- | ---------- | ------------------------------------------------------ | --------- | ------------ | -------------------------------- | ---------------- | --------------- | -------- |
| 1  | 03-08-1959 | Eastern Grass Court Championships South Orange         |           | Gazon (ext.) | Sandra Reynolds Renee Schuurman  | Belmar Gunderson | 6-4, 1-6, 6-1   |          |
| 2  | 01-08-1960 | Philadelphia District Grass Court Champ's Philadelphie |           | Gazon (ext.) | Katherine D. Chabot Karen Hantze | Belmar Gunderson | 4-6, 6-3, 6-4   | Parcours |
| 3  | 29-07-1967 | Eastern Grass Court Championships Orange               |           | Gazon (ext.) | Rosie Casals Billie Jean King    | Mary-Ann Eisel   | 6-3, 13-15, 6-4 | Parcours |
| 4  | 31-08-1967 | US National Championships Forest Hills                 | G. Chelem | Gazon (ext.) | Rosie Casals Billie Jean King    | Mary-Ann Eisel   | 3-6, 6-3, 6-4   | Parcours |

### Titre en double mixte
| No | Date       | Nom et lieu du tournoi                 | Catégorie | Surface      | Partenaire    | Finalistes              | Score    |          |
| -- | ---------- | -------------------------------------- | --------- | ------------ | ------------- | ----------------------- | -------- | -------- |
| 1  | 01-09-1966 | US National Championships Forest Hills | G. Chelem | Gazon (ext.) | Owen Davidson | Carol Hanks Ed Rubinoff | 6-1, 6-3 | Parcours |

## Parcours en Grand Chelem (partiel)

### En simple dames
| Année | Championnat d'Australie | Championnat d'Australie | Internationaux de France | Internationaux de France | Wimbledon       | Wimbledon        | US National     | US National     |
| 1956  | -                       | -                       | -                        | -                        | -               | -                | 3e tour (1/8)   | M. Osborne      |
| 1957  | -                       | -                       | -                        | -                        | -               | -                | 1er tour (1/32) | Ann Haydon      |
| 1958  | -                       | -                       | -                        | -                        | -               | -                | 2e tour (1/16)  | Mary Bevis      |
| 1959  | -                       | -                       | -                        | -                        | -               | -                | 3e tour (1/8)   | Sandra Reynolds |
| 1960  | -                       | -                       | -                        | -                        | -               | -                | 1/2 finale      | Darlene Hard    |
| 1961  | -                       | -                       | -                        | -                        | 2e tour (1/32)  | Justina Bricka   | 3e tour (1/8)   | Lesley Turner   |
| 1962  | -                       | -                       | 1/4 de finale            | Renee Schuurman          | 1er tour (1/64) | Nancy Richey     | 1/4 de finale   | Maria Bueno     |
| 1963  | -                       | -                       | -                        | -                        | 1/4 de finale   | Ann Haydon-Jones | 2e tour (1/32)  | Judy Tegart     |
| 1964  | -                       | -                       | -                        | -                        | 2e tour (1/32)  | B. J. Moffitt    | 3e tour (1/16)  | Maria Bueno     |
| 1965  | -                       | -                       | -                        | -                        | -               | -                | 2e tour (1/16)  | Tory Ann Fretz  |
| 1966  | -                       | -                       | -                        | -                        | 2e tour (1/32)  | Karen Krantzcke  | 1er tour (1/32) | Julie Anthony   |
| 1967  | -                       | -                       | 3e tour (1/16)           | Judy Tegart              | 1er tour (1/64) | Galina Baksheeva | 2e tour (1/32)  | Mary-Ann Eisel  |

À droite du résultat, l’ultime adversaire.

### En double dames
| Année | Championnat d'Australie | Championnat d'Australie | Internationaux de France  | Internationaux de France  | Wimbledon                   | Wimbledon                  | US National                | US National                |
| 1961  | -                       | -                       | -                         | -                         | 2e tour (1/16) B. Gunderson | S. Lazzarino Lea Pericoli  | -                          | -                          |
| 1962  | -                       | -                       | 3e tour (1/8) Judy Tegart | S. Lazzarino Lea Pericoli | 1/4 de finale Judy Tegart   | S. Reynolds R. Schuurman   | -                          | -                          |
| 1963  | -                       | -                       | -                         | -                         | 3e tour (1/8) Carol Hanks   | Maria Bueno Darlene Hard   | -                          | -                          |
| 1964  | -                       | -                       | -                         | -                         | 1/4 de finale B. Gunderson  | B. J. Moffitt Karen Susman | -                          | -                          |
| 1966  | -                       | -                       | -                         | -                         | 1er tour (1/32) Kathy Blake | Carole Loop Nancy Reed     | 2e tour (1/16) Kathy Blake | Emilie Burrer Mimi Henreid |
| 1967  | -                       | -                       | 1/4 de finale M. Eisel    | Judy Tegart Lesley Turner | 3e tour (1/8) Maureen Pratt | Rosie Casals B. J. King    | Finale M. Eisel            | Rosie Casals B. J. King    |

Sous le résultat, la partenaire ; à droite, l’ultime équipe adverse.

### En double mixte
| Année | Championnat d'Australie | Championnat d'Australie | Internationaux de France  | Internationaux de France   | Wimbledon                  | Wimbledon                   | US National                 | US National              |
| 1961  | -                       | -                       | -                         | -                          | 2e tour (1/32) John Lesch  | Margaret Hunt Julius Mayers | -                           | -                        |
| 1962  | -                       | -                       | 1/4 de finale Ed Rubinoff | Rosie Darmon Pierre Darmon | 3e tour (1/16) Ed Rubinoff | S. Reynolds John Fraser     | -                           | -                        |
| 1964  | -                       | -                       | -                         | -                          | 2e tour (1/32) Ned Neely   | Lesley Turner Fred Stolle   | -                           | -                        |
| 1966  | -                       | -                       | -                         | -                          | -                          | -                           | Victoire Owen Davidson      | Carol Hanks Ed Rubinoff  |
| 1967  | -                       | -                       | -                         | -                          | -                          | -                           | 2e tour (1/8) Paul Sullivan | B. J. King Owen Davidson |

Sous le résultat, le partenaire ; à droite, l’ultime équipe adverse.